# Paul Georg von Möllendorff
Pour les articles homonymes, voir Möllendorff.
Paul Georg von Möllendorff (17 février 1847 à Zehdenick, arrondissement de Templin, province de Brandebourg – 20 avril 1901 à Ningbo, Chine) est un linguiste et diplomate allemand. Möllendorff est principalement connu pour ses services en tant que conseiller du roi coréen Kojong  et pour ses contributions à la sinologie.  Möllendorff est aussi célèbre pour avoir créé un système de romanisation de la langue mandchoue (voir translittération du mandchou).

## Jeunesse
Originaire de la famille aristocratique prussienne von Möllendorf, Paul Georg von Möllendorff est le fils de Georg von Möllendorff. Le jeune Möllendorff va au gymnasium à Görlitz et il s'inscrit à l'université de Halle en 1865, où il étudie la loi, les études orientales et la philologie et devient membre du Corps Normannia-Halle (de). Möllendorff montre une grande aptitude pour l'étude des langues classiques et étrangères et acquiert une bonne maîtrise de l'hébreu, mais il n'étudie aucune langue est-asiatique à ce moment.

## Chine
En 1869, Möllendorff interrompt ses études et se rend en Chine afin de rejoindre le service des douanes maritimes impériales à Shanghai. Pendant qu'il travaille pour les douanes à Shangai, et plus tard à Hankou, Möllendorff acquiert une bonne maîtrise du chinois et réussit rapidement l'examen de langue requis. Cependant, il devient rapidement insatisfait de ses tâches dans ce service et le quitte en 1874 afin de rejoindre le service consulaire allemand en tant qu'interprète, et il est finalement promu vice-consul allemand à Tianjin. Durant son service à Tianjin, Möllendorff se lie d'amitié avec Ma Jianzhong (en), qui travaille au secrétariat de l'éminent homme d'État Qing, le gouverneur-général Li Hongzhang. En 1879, Möllendorff assiste Li pour se procurer des armes et des vaisseaux de guerre auprès des compagnies allemandes Vulkan et Krupp. En 1881, Möllendorff quitte le service consulaire allemand à cause de ses relations compliquées avec le ministre allemand à Beijing, Max von Brandt.

## Corée
En 1882, Li Hongzhang recommande Möllendorff pour la place de conseiller au gouvernement coréen, et en décembre 1882 il arrive à Séoul pour sa première audience avec le roi Kojong. Möllendorff apprend rapidement le coréen pour être en mesure de communiquer avec le roi et gagne bientôt sa confiance. Celui-ci le nomme sous-ministre des affaires étrangères et le charge de la création du service des douanes coréennes. Möllendorff adopte le nom sino-coréen Mok In-dok (穆麟德 Mok Indeok, Mù Líndé en mandarin) et devient bientôt une figure très influente du gouvernement coréen.
Möllendorff veut faire valoir l'indépendance de la Corée et contrairement aux souhaits de Li Hongzhang et Robert Hart, il veut que le service des douanes coréennes soit aussi indépendant que possible du service des douanes maritimes impériales. Möllendorff plaide aussi en faveur de l'entrée de la Corée dans une alliance avec la Russie impériale pour contrebalancer les influences chinoise et japonaise sur la péninsule coréenne. Par conséquent, le gouvernement Qing juge que Möllendorff agit trop indépendamment et en 1885 Li Hongzhang force la démission de Möllendorff du gouvernement coréen. En 1888, le roi Kojong essaye sans succès de le réintégrer.

## Travaux d'érudition et vie ultérieure
Ayant quitté sa place au gouvernement coréen, Möllendorff  retourne travailler aux douanes maritimes impériales et devient commissaire des douanes à Ningbo, où il passe les derniers jours de sa vie. Là-bas il travaille pour améliorer le service des douanes et écrit également un certain nombre de travaux sur la sinologie. Entre 1896 et 1897 il est le président de la succursale chinoise de la Société Royale asiatique.

## Ouvrages sélectionnés
- (avec Otto Franz von Möllendorff.) Manual of Chinese Bibliography, Being a List of Works and Essays Relating to China. Shanghai, London: Kelly & Walsh, Trübner & co., 1876.
- "Essay on Manchu Literature." Journal of the North China Branch of the Royal Asiatic Society 24, no. 113 (1889-90): 1-45.
- Paul Georg von Möllendorff, A Manchu Grammar, Printed at the American Presbyterian mission press, 1892 (lire en ligne) Shanghai, 1892.
- "Die Juden in China." In Monatsschrift für Geschichte und Wissenschaft des Judentums. (1895): 327-331
- Ningpo Colloquial Handbook. Shanghai: American Presbyterian Mission Press, 1910.